# Schwarze Gedanken
Schwarze Gedanken (im französischsprachigen Original: Idées noires) ist eine Reihe von ein- bis zweiseitigen Comics in Schwarzweiß des belgischen Zeichners André Franquin, die er ab 1977 für Le Trombone illustré, eine Beilage des Comicmagazins Spirou, schuf. Für einige Comics schrieben u. a. Yvan Delporte und Gotlib die Szenarios. Auf Deutsch erschienen sie gesammelt 1983 beim Volksverlag und 2005 beim Carlsen Verlag.

## Beschreibung
War Franquin hauptsächlich als Zeichner von Funnys wie Spirou und Fantasio oder Gaston bekannt, zeigt er sich hier von einer düsteren, makabren und schwarzhumorigen Seite. In so gut wie jedem Comic kommen Menschen, die für die beschriebenen Situationen oft selbst verantwortlich sind, zu Tode oder befinden sich am Ende in einer aussichtslosen Lage. In einem extremen Gebrauch von Schwarz und Weiß übt er dabei auch Kritik an der Todesstrafe, der Umweltverschmutzung und der Rüstungsindustrie.
Franquin hat die Comics, wie für ihn typisch, mit verschiedenen Signaturen, die zum Thema passen, versehen.

## Sonstiges
Für Amnesty International schuf Franquin Les Combats de Gaston, eine Comicseite mit Gaston, im Stil der Schwarzen Gedanken.